# آنا روبين
آنا روبين (بالإنجليزية: Anna Rubin)‏ هي ملحنة أمريكية، ولدت في 1946.

## وصلات خارجية
- آنا روبين على موقع ميوزك برينز (الإنجليزية)